# Kohei Doi
Kohei Doi (土井 康平 Doi Kohei?), född 24 december 1988 i Hyōgo prefektur, är en japansk fotbollsspelare.
Doi började sin karriär 2007 i Vissel Kobe. Efter Vissel Kobe spelade han för Mito HollyHock och Ehime FC Shimanami. 2012 flyttade han till Grulla Morioka. 2015 blev han utlånad till Kyoto Sanga FC. Han gick tillbaka till Grulla Morioka (Iwate Grulla Morioka) 2016.